# Pivovarská hora
Pivovarská hora (486 m n. m.) je jeden z nižších vrcholů Benešovské pahorkatiny. Nachází se na katastrálním území městyse Vysoký Chlumec v okrese Příbram ve Středočeském kraji, zhruba 5,5 km jihozápadně od Sedlčan.

## Geografie a geologie
Pivovarská hora je vcelku nenápadný zalesněný vrch přibližně 0,5 km jižně od Vysokého Chlumce. Z geomorfologického hlediska je toto území součástí podcelku Březnická pahorkatina, který náleží do geomorfologického celku Benešovská pahorkatina. V lese i na samotném vrcholu kopce se nacházejí četné balvany. Tyto balvany, stejně jako podloží Pivovarské hory, jsou tvořeny typickou místní horninou – sedlčanským granitem. Některé z těchto balvanů jsou poznamenány snahami lidí o jejich rozbití a odtěžení, tak jako některé jiné balvany a skalní útvary na Sedlčansku, které byly v minulosti snadno dostupným zdrojem stavebního kamene.

## Menhir

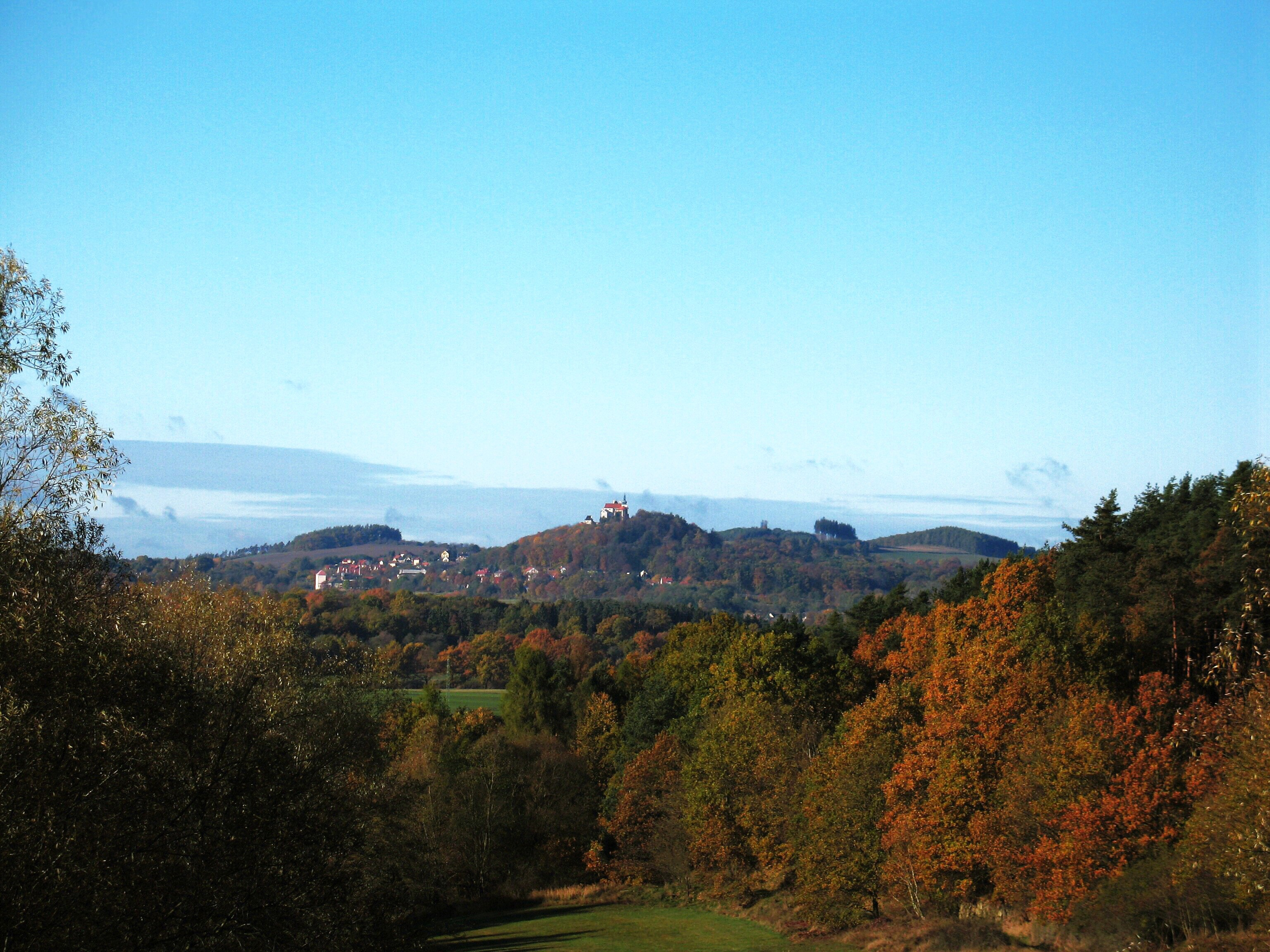
Pohled na Vysoký Chlumec od východu, Pivovarská hora je na snímku vlevo

Zhruba čtvrt kilometru vzdušnou čarou směrem na sever od nejvyššího bodu kopce se v lese nachází velmi specifický kámen. Různé zdroje se shodují, že – na rozdíl od některých jiných novodobě upravených "stojících kamenů", s jakými se lze setkat i v oblasti jižních a středních Čech – se v tomto případě jedná o skutečný menhir z období pozdního paleolitu. Kámen je asi 120 centimetrů vysoký a v jeho přední části je umístěn pozoruhodný kruhový otvor jako jakési "oko".

## Přístup
Nejbližší autobusové zastávky jsou Vysoký Chlumec, rozc. a Vysoký Chlumec, pivovar, od níž vede na Pivovarskou horu červeně značená turistická cesta, která pak směřuje přes Počepice k Husově kazatelně. Tato turistická cesta však míjí jak vrchol kopce, tak i výše zmíněný menhir. Autem lze dojet k rozcestí poblíž autobusové zastávky, odkud vede k lesu neznačená polní cesta.